# Лейк-Айвенго (Вісконсин)
Лейк-Айвенго (англ. Lake Ivanhoe) — переписна місцевість (CDP) в США, в окрузі Волворт штату Вісконсин. Населення — 461 особа (2020).

## Географія
Лейк-Айвенго розташований за координатами 42°34′48″ пн. ш. 88°20′30″ зх. д. / 42.58000° пн. ш. 88.34167° зх. д. (42.579952, -88.341610).  За даними Бюро перепису населення США в 2010 році переписна місцевість мала площу 1,34 км², уся площа — суходіл.

## Демографія
Згідно з переписом 2010 року, у переписній місцевості мешкало 435 осіб у 139 домогосподарствах у складі 102 родин. Густота населення становила 324 особи/км².  Було 157 помешкань (117/км²).
Расовий склад населення:
| - 60,5 % — білих - 15,2 % — чорних або афроамериканців - 1,4 % — корінних американців - 0,2 % — азіатів - 14,0 % — осіб інших рас |

До двох чи більше рас належало 8,7 %. Частка іспаномовних становила 26,7 % від усіх жителів.
За віковим діапазоном населення розподілялося таким чином: 33,1 % — особи молодші 18 років, 59,3 % — особи у віці 18—64 років, 7,6 % — особи у віці 65 років та старші. Медіана віку мешканця становила 29,6 року. На 100 осіб жіночої статі у переписній місцевості припадало 85,1 чоловіків;  на 100 жінок у віці від 18 років та старших — 87,7 чоловіків також старших 18 років.
Середній дохід на одне домашнє господарство  становив 60 475 доларів США (медіана — 68 000), а середній дохід на одну сім'ю — 61 256 доларів (медіана — 69 250). За межею бідності перебувало 17,1 % осіб, у тому числі 12,4 % дітей у віці до 18 років та 0,0 % осіб у віці 65 років та старших.
Цивільне працевлаштоване населення становило 328 осіб. Основні галузі зайнятості: роздрібна торгівля — 19,5 %, освіта, охорона здоров'я та соціальна допомога — 17,4 %, виробництво — 15,2 %.